# J. J. Johnson
J.J. Johnson (teljes nevén: James Louis Johnson) (Indianapolis, 1924. január 22. – Indianapolis, 2001. február 4.) amerikai dzsessz-trombonos.

## Pályakép
J.J. Johnson a bebop egyik úttörője volt.
Az 1940-es, -50-es években klasszikussá vált felvételek sora őrzi nevét a modern harsonajáték történetében. Nem egy felvétele pedig Thelonious Monk, Miles Davis, Bill Evans, John Coltrane, Wayne Shorter művészetét idézi meg. Johnson fiatalkori lemezei még leginkább a harsona technikai kvalitásait mutatják be, a későbbi  felvételeken már a bonyolult, olykor a kortárs zene lágyabb és kifejezőbb előadásmódja kerül előtérbe.
Miles Davis, Coleman Hawkins, Charlie Parker, Joe Pass, Sonny Rollins, Horace Silver, Kai Winding, Bennie Green a partnerei voltak különböző lemezein. Nem egy big bandben is közreműködött.

## Lemezek
- 1946: J.J. Johnson Jazz Quintets (Savoy)
- 1953-1954: The Eminent J.J. Johnson, Vol. 1 (Blue Note)
- 1954-1955: The Eminent J.J. Johnson, Vol. 2 (Blue Note)
- 1957-1960: The Trombone Master (CBS)
- 1958: Blue Trombone (Columbia)
- 1960: J.J. Inc. (Columbia)
- 1964: Proof Positive (Impulse)
- 1988: Quintergy: Live at the Village Vanguard (Island records)
- 1994: Tangence (Verve)
- 1996: Heroes (Impulse)
- 2002: Origins: The Savoy Sessions (Savoy Jazz)
- 2003: The J.J. Johnson memorial album (Prestige)